# Paul Bukowski
Paul Bukowski (* 9. April 1898 in Weissenberg; † 23. August 1944  in Stuttgart) war ein deutscher Bergmann und wurde als Mitglied der Widerstandsgruppe um Franz Zielasko als Opfer der NS-Justiz hingerichtet.

## Leben und Wirken
Paul Bukowski lebte und arbeitete als Bergmann in Gelsenkirchen. Franz Zielsko war 1943 aus der Sowjetunion ins Ruhrgebiet aufgebrochen, dort eine Widerstandsgruppe zu etablieren. Am 7. August 1943 wurde Bukowski, Zielasko und weitere Mitglieder der Gruppen durch die Gestapo festgenommen. Während Zielasko während der Verhöre durch die Gestapo im Gladbecker Polizeigefängnis umgebracht wurde, wurde Bukowski vor den Volksgerichtshof gestellt und zusammen mit Friedrich Rahkob am 20. Juni 1944 wegen „Vorbereitung zum Hochverrat in Verbindung mit Feindbegünstigung“ zum Tode verurteilt und am 23. August 1944 in Stuttgart hingerichtet.
Paul Bukowski war mit Anna Bukowski verheiratet. Das Paar hatte zwei Kinder, eine Tochter und einen Sohn.

## Ehrungen
Am 9. Februar 2010 beziehungsweise am 22. Juni 2010 wurde vor Bukowskis letztem Wohnort in der Gelsenkirchener Zollvereinstraße 4 ihm zu Ehren ein Stolperstein verlegt.